# Рокош Зебжидовского

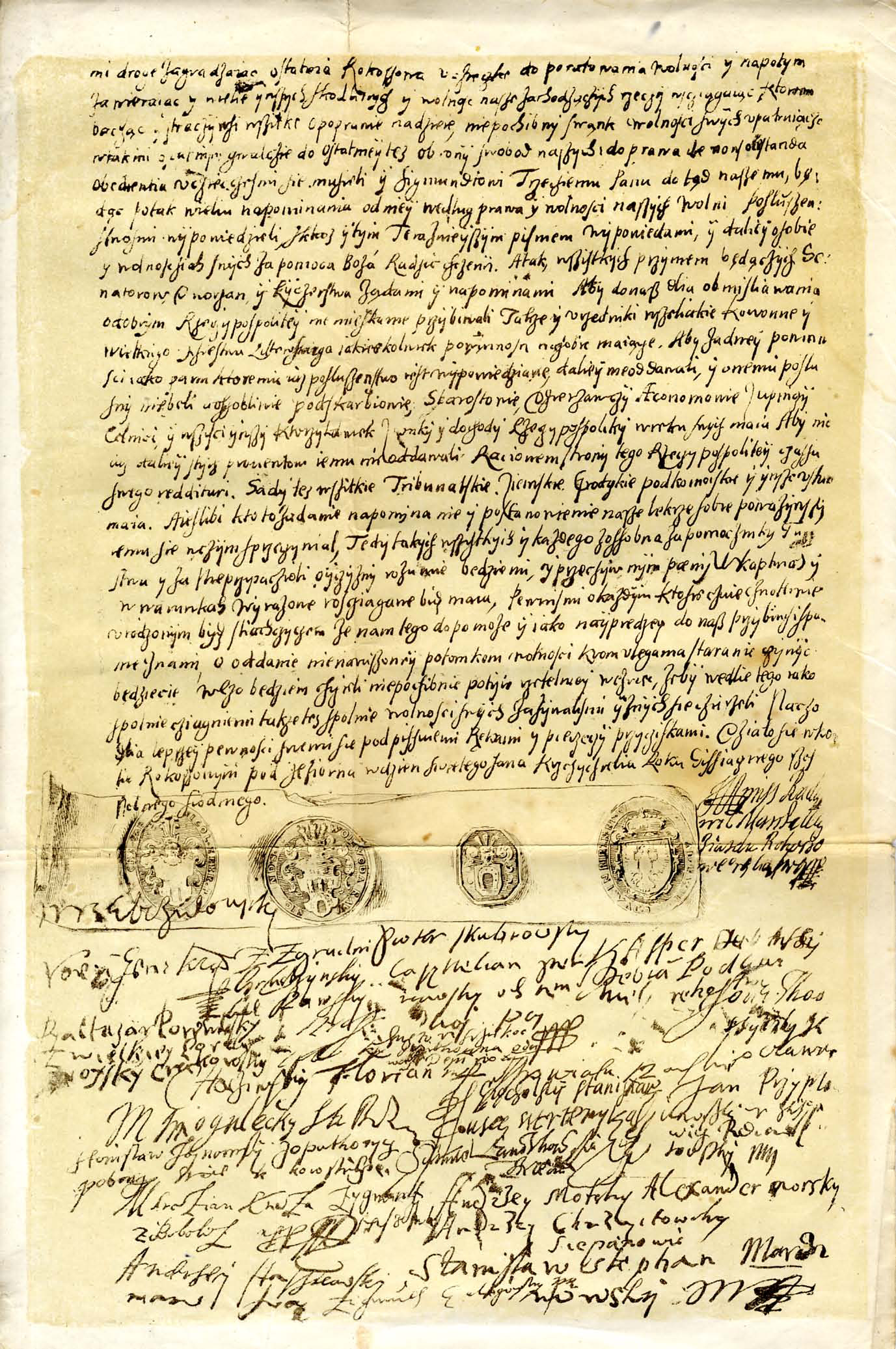
Акт детронизации Сигизмунда III

Ро́кош Зебжидо́вского (пол. rokosz Zebrzydowskiego), также известный как Сандоми́рский ро́кош — рокош (легальное восстание шляхты, конфедерация против короля), произошедшее в 1606—1609 годах в результате конфликта между королём Сигизмундом III Вазой и шляхтой по поводу внешней политики Речи Посполитой (войны со Швецией) и вопросов внутренней политики. Политика Сигизмунда III была нацелена на укрепление королевской власти, опиравшейся на узкую группу магнатов и епископов. Поводом к мятежу послужил частный спор между королём и Николаем Зебжидовским, в результате которого Зебжидовский был приговорён к смертной казни, которая была заменена изгнанием.
Король был обвинён в самоизоляции в кругу иностранцев и иезуитов и в стремлении к абсолютной власти. Известно, что он пытался установить передачу трона по наследству, лишить шляхту большей части привилегий и оставить за Сеймом право только совещательного голоса, но не решающего.

Рокош Зебжидовского длился с 1606 по 1609 год. Католики и протестанты, магнаты, средняя и мелкая шляхта разделились на две группы по отношению к закону, который запрещал монарху в дальнейшем дробить и дарить земельные уделы, а также в отношении к иезуитам и иностранцам при королевском дворе (требование удалить их). 

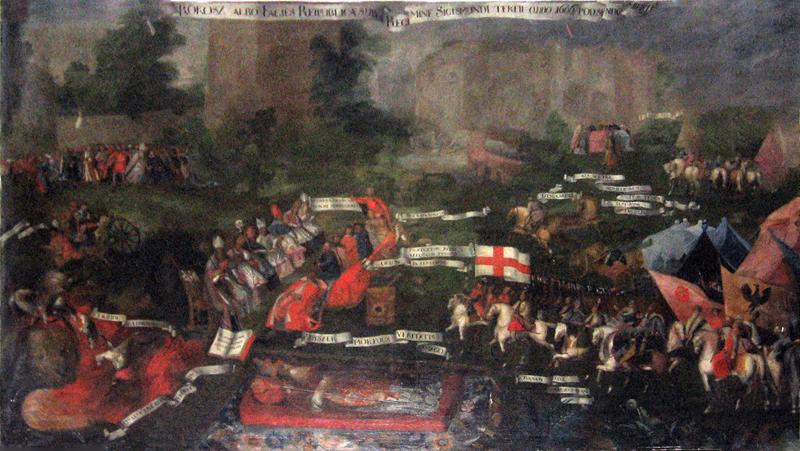
«Сандомирский рокош». Картина неизвестного художника XVII века

Руководителями рокоша были воевода краковский Николай Зебжидовский, староста добромильский Ян Щенсный Гербурт, староста сигулдский Станислав Стадницкий и подчаший великий литовский Януш Радзивилл. Кроме того, участники рокоша хотели заставить депутатов Сейма строго соблюдать инструкции, получаемые теми на сеймиках, от которых депутаты избирались.
Длительное время противостояние состояло в пропагандистской войне, в рамках которой при помощи печатных и рукописных материалов обе стороны собирали сторонников. «Война чернильниц» завершилась вооружённым столкновением рокошан со сторонниками короля под Гузовым в 1607 году. Победу одержали вооружённые силы монарха. Однако осмысление обеими сторонами цены пролитой крови в братоубийственном конфликте привело к тому, что попытки абсолютизации и централизации власти Сигизмундом III всё же были прекращены, состоялось примирение и прощение всех участников, а также укрепление привилегированного положения шляхты.